# Henry Winkles
Henry Winkles, né en 1801 et mort en 1860, est un illustrateur architectural, graveur et imprimeur britannique qui, avec Carl Ludwig Frommel, a fondé le premier studio pour gravure sur acier en Allemagne.

## Biographie
Henry Winkles suit une formation de dessinateur en Angleterre et en Allemagne.
En 1824, il quitte Londres pour Karlsruhe en 1824, où il fonde avec Karl Ludwig Frommel, le premier atelier de gravure sur acier en Allemagne.
En 1836, avec Benjamin Winkles, il produit et aide à graver trois volumes de Winkles's architectural and picturesque illustrations of the cathedral churches of England and Wales (Londres, 1836-1842). Ces volumes font appel à des illustrateurs tels que Hablot Knight Browne (le fameux « Phiz » de Charles Dickens) et l'architecte Robert Garland (1808–1863), avec des textes (et quelques gravures) de Thomas Moule. Ces ouvrages inspirent la création du style néo-gothique en architecture en Grande-Bretagne au XIXe siècle.
Henry Winkles se rend fin 1852 dans les champs aurifères de Ballarat, en Australie pour rendre visite à son fils, récemment installé dans la région avec sa famille. Pendant son séjour dans la région, Winkles dessine le paysage affecté de la région entre Ballarat et Buninyong et documente l'existence matérielle des creuseurs dans les premières années de la ruée vers l'or. Sa fascination pour les eucalyptus rugueux et déformés de la région est également un thème récurrent.
En 1854, Winkles retourne en Angleterre et poursuit sa carrière fructueuse d'illustrateur de livres.

## Publications
Les dessins de Henry Winkles sont notables « par leur capacité à saisir le minuscule et l'intime ». Il est surtout connu pour avoir illustré une série populaire intitulée Architectural and picturesque illustrations of the cathedral churches of England and Wales (Illustrations architecturales et pittoresques des églises cathédrales d'Angleterre et du pays de Galles).

### Architectural and picturesque illustrations of the cathedral churches of England and Wales

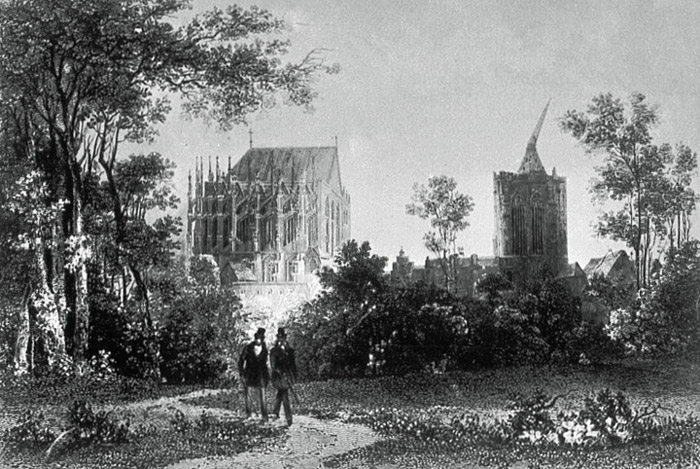
Jardin botanique et cathédrale, Cologne, 1820 - gravure de Henry Winkles

- (en) Henry Winkles et Benjamin Winkles, Winkles's Architectural and picturesque illustrations of the cathedral churches of England and Wales, Londres, Effingham Wilson and Charles Tilt, 1836-1842 (OCLC 1464738)
  - Vol. 1 : Salisbury cathedral. Canterbury cathedral. York cathedral. St. Paul's cathedral. Wells cathedral. Rochester cathedral. Winchester cathedral (lire en ligne)
  - Vol. 2 : Lincoln cathedral. Chichester cathedral. Ely cathedral. Peterborough cathedral. Norwich cathedral. Exeter cathedral. Bristol cathedral. Oxford cathedral (lire en ligne)
  - Vol. 3 : Lichfield cathedral. Gloucester cathedral. Hereford cathedral. Worcester cathedral. Durham cathedral. Carlisle cathedral. Chester cathedral. Ripon cathedral. St. David's cathedral. Llandaff cathedral. St. Asaph's cathedral. Bangor cathedral (lire en ligne)

### Illustrations d'autres ouvrages
- (en) William Tombleson, Tombleson's panoramic map of the Thames and Medway, Londres, J. Reynolds, 1833 (OCLC 367553976) (gravures)
- (de) Johann Georg Heck (de), Bilder Atlas zum Conversations - Lexikon Ikonographische Encyclopadie der Wissenschaften und Kunste, Leipzig, 1849 (gravures)[4]
- (en) John Tallis et Robert Montgomery Martin (en), Illustrated Atlas and Modern History of the World : geographical, political, commercial and statistical, Londres, J. & F. Tallis, 1851 (3 vol.)
- (en) Johann Georg Heck et Spencer Fullerton Baird, Iconographic encyclopaedia of science, literature, and art, New York, Garrigue, 1851-1852 (OCLC 2418489) (gravures)
  - Vol. 1 : Mathematics and astronomy, physics and meteorology, chemistry, mineralogy, geognosy and geology
  - Vol. 2 : Botany, zoology, anthropology, and surgery
  - Vol. 3 : Geography and planography, history and ethnology, military sciences, naval sciences
  - Vol. 4 : Architecture, mythology, the fine arts, technology